# Roches Beach
Roches Beach är en del av en befolkad plats i Australien. Den ligger i kommunen Clarence och delstaten Tasmanien, i den sydöstra delen av landet, omkring 14 kilometer öster om delstatshuvudstaden Hobart.
Trakten är tätbefolkad. Närmaste större samhälle är Hobart, omkring 14 kilometer väster om Roches Beach. 
Genomsnittlig årsnederbörd är 619 millimeter. Den regnigaste månaden är november, med i genomsnitt 79 mm nederbörd, och den torraste är augusti, med 37 mm nederbörd.